# Grit Šadeiko
Grit Šadeiko (Saku, 29 luglio 1989) è una multiplista estone.

## Carriera
Šadeiko debutta in una competizione internazionale nel 2005 ai Mondiali allievi di Marrakech dove arriva settima nell'eptathlon. Ha rappresentato l'Estonia in due edizioni dei Giochi olimpici estivi a Londra 2012 e Rio de Janeiro 2016. Ha una sorella più giovane, Grete, anch'essa multiplista.

## Record nazionali
- Eptathlon: 6.280 p. ( Götzis, 28 maggio 2017)

## Palmarès
| Anno | Manifestazione    | Sede           | Evento         | Risultato | Prestazione | Note                                     |
| ---- | ----------------- | -------------- | -------------- | --------- | ----------- | ---------------------------------------- |
| 2005 | Mondiali allievi  | Marrakech      | Eptathlon      | 7ª        | 5.271 p.    |                                          |
| 2008 | Mondiali juniores | Bydgoszcz      | Eptathlon      | Bronzo    | 5.765 p.    |                                          |
| 2009 | Europei under 23  | Kaunas         | Eptathlon      | dnf       | dnf         |                                          |
| 2010 | Europei a squadre | Budapest       | Salto in lungo | 4ª        | 6,21 m      |                                          |
| 2010 | Europei           | Barcellona     | Eptathlon      | 18ª       | 4.358       |                                          |
| 2011 | Europei indoor    | Parigi         | Pentathlon     | 9ª        | 4.358 p-    |                                          |
| 2011 | Europei under 23  | Ostrava        | Eptathlon      | Oro       | 6.134 p.    |                                          |
| 2011 | Europei a squadre | Novi Sad       | 100 m          | Bronzo    | 11"81       |                                          |
| 2011 | Europei a squadre | Novi Sad       | 100 m hs       | Bronzo    | 13"63       |                                          |
| 2011 | Universiadi       | Shenzhen       | Eptathlon      | dnf       | dnf         |                                          |
| 2011 | Mondiali          | Taegu          | Eptathlon      | 24ª       | 5.190 p.    |                                          |
| 2012 | Europei           | Helsinki       | Eptathlon      | dnf       | dnf         |                                          |
| 2012 | Giochi olimpici   | Londra         | Eptathlon      | 21ª       | 6.013 p.    |                                          |
| 2013 | Mondiali          | Mosca          | Eptathlon      | dnf       | dnf         |                                          |
| 2013 | Europei a squadre | Dublino        | Salto in lungo | Oro       | 6,26 m      |                                          |
| 2014 | Europei           | Zurigo         | Eptathlon      | 15ª       | 6.014 p.    |                                          |
| 2014 | Europei a squadre | Tallinn        | 4x100 m        | Bronzo    | 44"75       |                                          |
| 2015 | Mondiali          | Pechino        | Eptathlon      | 15ª       | 6.213 p.    | Miglior prestazione personale stagionale |
| 2016 | Europei           | Amsterdam      | Eptathlon      | dnf       | dnf         |                                          |
| 2016 | Giochi olimpici   | Rio de Janeiro | Eptathlon      | dnf       | dnf         |                                          |
| 2017 | Mondiali          | Londra         | Eptathlon      | 13ª       | 6.094 p.    |                                          |
| 2017 | Europei a squadre | Vaasa          | 100 m hs       | Argento   | 13"32       |                                          |
| 2018 | Europei           | Berlino        | Eptathlon      | 12ª       | 6.060 p.    |                                          |